# حديقة حيوان الزقازيق
حديقة حيوان الزقازيق (بالإنجليزية: Zagazig Zoo)‏، هي إحدى حدائق الحيوان في مصر وتتبع الإدارة المركزية لحدائق الحيوان الإدارة المركزية لحدائق الحيوان، انشئت في عام 2000 في مدينة الزقازيق، تبلغ مساحتها خمسة أفدنة وتقع بالقرب من شارع الأمن الوطني.

## فيسبوك
- الشبكة العربية لحماية الحياة البرية  على فيسبوك.
- جمعية أصدقاء الحدائق التراثية والعامة  على فيسبوك.
- Help rescue animals in Egypt Zoos  على فيسبوك.
- Together to protect wildlife of Egypt  على فيسبوك.

## وصلات خارجية
- حديقة حيوان الزقازيق تستقبل العيد ببحيرة تماسيح ، اليوم السابع في 27 يوليو 2014
- بالصور: توافد المواطنين على حديقة حيوان الزقازيق للاحتفال بالربيع ، فيتو في 21 أبريل 2014
- حديقة حيوان الزقازيق.. تحتضر!! ، جريدة المساء في 14 أكتوبر 2011